# Basidiobolus
Basidiobolales (лат.) — порядок зигомицетовых грибов, в составе которого: одно семейство — Basidiobolaceae, один род — Basidiobolus Eidam, 1886, — и шесть видов.

## Описание
Мицелий более или менее обширный, состоящий из мононуклеарных клеток, часто формирует мононуклеарные гифовые тела, иногда производятся мононуклеарные клетки дрожжей.

## Экология
Грибы являются сапрофитами. Развиваются в почве или на испражнениях амфибий или рептилий. Позже могут стать патогенными беспозвоночных.